# トヨタ・E型エンジン
トヨタ・E型エンジン（トヨタ・Eがたエンジン）は、トヨタ自動車の水冷直列4気筒ガソリンエンジンの系列である。

## 概要
K型エンジンの後継として、1980年代中期から2000年代初頭まで、トヨタのコンパクトカーの主力エンジンに用いられたのがE型エンジンである。設計段階の時点からマルチバルブ方式を採用しており（同社初）、主にP系シャーシ（スターレット）やL系シャーシ（ターセル、コルサ、カローラII、サイノス)、E系シャーシ（カローラ、スプリンター）に数多く組み合わされた。初期にはキャブレター仕様であったが、2EにおいてEFI化が行われ (2E-ELU) 、ターボチャージャーの装着も始まった。ターボチャージャーは2E、3E、4Eに設定された。ハイメカツインカム(狭角型DOHC)ヘッドが搭載されたのは4Eと5Eである。このうち4E-FEにはターボチャージャーが装着された4E-FTEも存在し、メーカー純正仕様ではこれがE型エンジンの最強モデルとなる。また5Eにはカムプロフィール等の変更を伴う高回転型のチューンを施した5E-FHEも存在している。
なお同じ型式のエンジンであっても、生産時期によってチューニングは異なっており、例えばEL4系に搭載された4E/5EとEL5系に搭載された4E/5Eでは、前者の方がややピーキーな高回転型であり、後者の方が中～低回転でのドライバビリティ重視型となっている。その為、最大出力も大幅に異なっており、例えば最初期の4E-FE (1990-1992) は公称100馬力であるが、その後公称97馬力、次いで公称88馬力となった。
E型エンジンはEP系、EL系コンパクトカーの消滅とともに役目を終え、ダイハツ製のSZ型と、材質にシリンダーヘッドからシリンダーブロックにかけてアルミダイキャストを用いた小型・軽量設計のNZ型に世代交代して一線を退いた。

## 系譜
- エンジン型式一覧の自動車用エンジンの系譜を参照。

## 生産期間
- 国内向け：1984年9月 - 2002年5月

※海外向けは2007年まで生産

## 型式

### 1E
海外向け
- 種類：SOHC 12バルブ シングルキャブレター 横置きエンジン
- 燃焼室：バスタブ型燃焼室
- 排気量：0.999L
- 内径×行程：70.5×64.0(mm)
- 圧縮比：9.0
- 参考出力：40kW(55ps)/6,000rpm
- 参考トルク：75N・m(7.7kg・m)/3,800rpm

### 2E-LU (2E)
- 種類：SOHC 12バルブ シングルキャブレター 横置きエンジン
- 燃焼室：バスタブ型燃焼室
- 排気量：1.295L
- 内径×行程：73.0×77.4(mm)

- 搭載車種（車両型式）
  - （初）3代目スターレット（EP71）
  - 5代目カローラ/スプリンター（EE80）
  - 3代目ターセル/コルサ/2代目カローラII（EL30）
  - 6代目カローラ/スプリンター（EE90）
  - 6代目カローラバン/スプリンターバン（EE96V）
  - 6代目カローラワゴン/スプリンターワゴン（EE97G）
  - 7代目カローラバン/スプリンターバン（EE106V（～94.1））
  - 7代目カローラ　(E100・輸出仕様のみ)
  - 初代カローラFX(EE80)
  - 2代目カローラFX（EE90・前期型のみ）
  - 3代目カローラFX（EE100・輸出仕様のみ）
  - 5代目ターセル（EL50・輸出仕様のみ）

### 2E-ELU
- 種類：SOHC 12バルブ EFI 横置きエンジン
- 燃焼室：バスタブ型燃焼室
- 排気量：1.295L
- 内径×行程：73.0×77.4(mm)

- 搭載車種（車両型式）
  - （初）3代目スターレット Siリミテッド・Si・Ri（EP71）

### 2E-TELU
- 種類：SOHC 12バルブ インタークーラーターボ EFI 横置きエンジン
- 燃焼室：バスタブ型燃焼室
- 排気量：1.295L
- 内径×行程：73.0×77.4(mm)
- 出力：81kW(110ps)/6,000rpm
- トルク：150N・m(15.3kg・m)/3,600rpm

- 搭載車種（車両型式）
  - （初）3代目スターレット1300ターボS・ターボR（EP71）

### 2E-LJ
- 種類：SOHC 12バルブ 横置きエンジン
- 燃焼室：バスタブ型燃焼室
- 排気量：1.295L
- 内径×行程：73.0×77.4(mm)

- 搭載車種（車両型式）
  - （初）3代目スターレットバン（EP76V）

### 3E
- 種類：SOHC 12バルブ 横置きエンジン
- 燃焼室：バスタブ型燃焼室
- 排気量：1.456L
- 内径×行程：73.0×87.0(mm)
- 圧縮比：9.3
- 参考出力：58kW(79ps)/6,000rpm
- 参考トルク：117N・m(12.0kg・m)/4,000rpm

- 搭載車種（車両型式）
  - （初）3代目ターセル/コルサ/2代目カローラII（EL31）
  - 6代目カローラバン/スプリンターバン（EE98V）
  - 7代目カローラバン/スプリンターバン（EE107V）
  - 7代目カローラワゴン/スプリンターワゴン（EE108G）
  - 9代目コロナバン/5代目カリーナバン（ET176V）

### 3E-E
- 種類：SOHC 12バルブ EFI
- 燃焼室：バスタブ型燃焼室
- 排気量：1.456L
- 内径×行程：73.0×87.0(mm)
- 圧縮比：9.3
- 参考出力：65kW(88ps)/6,000rpm
- 参考トルク：120N・m(12.2kg・m)/4,800rpm

- 搭載車種（車両型式）
  - （初）3代目ターセル/コルサ/2代目カローラII（EL31）

### 3E-TE
- 種類：SOHC 12バルブ インタークーラーターボ EFI
- 燃焼室：バスタブ型燃焼室
- 排気量：1.456L
- 内径×行程：73.0×87.0(mm)
- 圧縮比：8.0
- 参考出力：85kW(115ps)/5,600rpm
- 参考トルク：172N・m(17.5kg・m)/3,200rpm

- 搭載車種（車両型式）
  - （初）3代目ターセル/コルサ/2代目カローラII リトラ1500GPターボ（EL31）

### 4E-F
- 種類：DOHC 16バルブ ハイメカツインカム
- 燃焼室：ペントルーフ型燃焼室
- 排気量：1.331L
- 内径×行程：74.0×77.4(mm)
- 圧縮比：9.6
- 参考出力：60kW(82ps)/6,400rpm
- 参考トルク：110N・m(11.2kg・m)/3,600rpm

- 搭載車種（車両型式）
  - （初）4代目スターレット（EP82）

### 4E-FE
- 種類：DOHC 16バルブ EFI ハイメカツインカム
- 燃焼室：ペントルーフ型燃焼室
- 排気量：1.331L
- 内径×行程：74.0×77.4(mm)
- 圧縮比：9.6
- 参考出力：63kW(85ps)/5,500rpm
- 参考トルク：117N・m(12.0kg・m)/4,400rpm

- 搭載車種（車両型式）
  - （初）4代目スターレット（EP82）
  - 4代目ターセル/コルサ/3代目カローラII（EL41）
  - 7代目カローラ/スプリンター（EE101）
  - 7代目カローラバン/スプリンターバン（EE102V）
  - 5代目ターセル/コルサ/4代目カローラII（EL51）
  - 8代目カローラ/スプリンター（EE111）
  - 5代目スターレット（EP91）
  - 2代目サイノスα(EL52)

### 4E-FTE
- 種類：DOHC 16バルブ インタークーラーターボ EFI ハイメカツインカム
- 燃焼室：ペントルーフ型燃焼室
- 排気量：1.331L
- 内径×行程：74.0×77.4(mm)
- 圧縮比：8.2
- 参考出力：99kW(135ps)/6,400rpm
- 参考トルク：157N・m(16.0kg・m)/4,800rpm

- 搭載車種（車両型式）
  - （初）4代目スターレット1300GT（EP82）
  - 5代目スターレット1300グランツァV（EP91）

### 5E-FE
- 種類：DOHC 16バルブ EFI ハイメカツインカム
- 燃焼室：ペントルーフ型燃焼室
- 排気量：1.496L
- 内径×行程：74.0×87.0(mm)
- 圧縮比：9.8
- 参考出力：69kW(94ps)/5,400rpm
- 参考トルク：132N・m(13.5kg・m)/4,400rpm

- 搭載車種（車両型式）
  - （初）4代目ターセル/コルサ/3代目カローラII（EL43）
  - 5代目ターセル/コルサ/4代目カローラII（EL53）
  - 7代目カローラバン/スプリンターバン（EE103V）
  - 初代サイノスα(EL44)
  - 初代ラウム(EXZ10)
  - 初代カルディナバン（ET196V）
  - 3代目コースター（ハイブリッドEV：HZB50改）

### 5E-FHE
- 種類：DOHC 16バルブ EFI-S ハイメカツインカム
- 燃焼室：ペントルーフ型燃焼室
- 排気量：1.496L
- 内径×行程：74.0×87.0(mm)
- 圧縮比：9.8
- 参考出力：85kW(115ps)/6,600rpm
- 参考トルク：135N・m(13.8kg・m)/4,000rpm

- 搭載車種（車両型式）
  - （初）セラ（EXY10）
  - 4代目ターセル/コルサ/3代目カローラII（EL43）
  - 初代サイノスβ(EL44)
  - 2代目サイノスβ(EL54)